# Offchestra
OffChestra är en kosovoalbansk musikgrupp bildad 30 maj 2011 i Kosovo. Gruppen består av Sezgin Curi (sång, bas), Faruk Banjska (gitarr), Ilire Avdiu (klarinett), Dukagjin Muhaxheri (saxofon), Ardit Pira (trumpet), Ilir Livoreka (trombon) och Granit Pacarada (slagverk).
2013 debuterade gruppen i Top Fest med låten "A bon". De tog sig direkt till final där de vann priset för bästa grupp. Året därpå deltog de i Top Fest 11 med låten "Punë s'ka". Detta år tog de sig dock inte till tävlingens final.
I december 2014 kommer de att debutera i Festivali i Këngës 53, Albaniens uttagning till Eurovision Song Contest 2014, med låten "Bajram" som de själva står bakom.